# Sullivan Fortner
Sullivan Fortner est un pianiste et organiste de jazz américain né en 1986 à La Nouvelle-Orléans.
Il a notamment fait partie du quintet de Roy Hargrove. Il a également joué avec Billy Hart, David Liebman, Gary Bartz, Nicholas Payton, Donald Harrison ou Christian Scott.

## Biographie

### Jeunesse
Sullivan Fortner grandit à La Nouvelle-Orléans en Louisiane dans une famille qui comprend de nombreux chanteurs et quelques instrumentistes. Il commence à jouer du piano vers 4 ans, après avoir vu l'organiste de l'église ; doué d'une très bonne oreille, le premier morceau qu'il rejoue est la mélodie alambiquée du générique de l'émission Jeopardy!. Il joue, toujours d'oreille, à l'église, puis prend des cours avec Peter Martin, qui l'initie au jazz.
Enfant prodige, il est présenté à Ellis Marsalis Jr. à l'âge de 11 ans. Ce dernier lui permet d'entrer à 13 ans au New Orleans Center for Creative Arts (en) (NOCCA), puis remporte des bourses d'été du Vail Jazz Institute et des Skidmore Jazz Studies. Il est major de promo de son lycée en même temps qu'il est diplômé du NOCCA.
C'est en entrant au conservatoire de musique d'Oberlin qu'il commence à envisager une carrière musicale, notamment grâce à l'enseignement de Dan Wall. Il est diplômé en 2008 et reçoit la même année une bourse Leonore Annenberg. Il entre à la Manhattan School of Music en 2010, et étudie notamment auprès de Jason Moran et Phil Markowitz (en),.
En 2009, il fait partie du quintet Blackout de Stefon Harris.
En 2015, il gagne le Cole Porter Fellowship in Jazz, un concours de piano organisé par l'American Pianists Association (en). Le prix est doté de 50 000 $, de la possibilité d'un enregistrement avec Mack Avenue Records et d'un suivi de deux ans sur la carrière.

### Carrière
Son premier album en leader, Aria, paraît en 2015 chez Impulse!, avec Tivon Pennicott (saxophone ténor et soprano), Aidan Carroll (contrebasse) et Joe Dyson (batterie). Il est largement salué par la critique,,,.
À partir de 2015, Sullivan Fortner commence à se produire en duo avec la chanteuse Cécile McLorin Salvant. Cette année-là, il participe à son album Dreams and Daggers (en).
Son deuxième album en leader, Moments Preserved, paraît en 2018, avec Ameen Saleem (contrebasse) et Jeremy 'Bean' Clemons (batterie), avec Roy Hargrove en invité sur trois titres.
La même année parait The Window, enregistré en duo avec Cécile McLorin Salvant.
Il est l'un des pianistes et le coproducteur de l'album Ghost Song de Cécile McLorin Salvant.
Le 11 novembre 2023 parait Solo Game, un double-album éclectique enregistré en solo sous la direction artistique de Fred Hersch. Sur le premier disque (Solo), il joue des standards en piano solo, enregistrés en une prise sans préparation. Dans le second disque (Game), il explore des « territoires sonores et idiomatiques parfaitement inclassables et insituables dans le paysage musical contemporain », en superposant des pistes jouées avec divers instruments : Fender Rhodes, orgue Hammond B3, piano, Moog, Vocodeur, célesta et plusieurs instruments de percussion. Il joue des compositions personnelles et des improvisations qu'il a retravaillées en les « orchestrant », ainsi que la Valse minute de Chopin,,.

## Récompenses
- 2008 : bourse Leonore Annenberg
- 2015 : gagnant du concours Jazz Fellowship Awards 2014-2015 de l'American Pianists Association (en)
- 2015 : Cole Porter Fellowship in Jazz
- 2016 : Prix Artiste Émergeant du Lincoln Center[7]
- 2016 : “25 for the Future”, DownBeat[5]

## Style
Le jeu de Sullivan Fortner est à la fois original et ancré dans la tradition. Son style est marqué par la musique de La Nouvelle-Orléans, on peut également citer comme influences Thelonious Monk ou Herbie Nichols, ainsi que Bud Powell, James P. Johnson ou Willie « The Lion » Smith. Sur deux morceaux de son album Aria (Passepied et Parade), il intègre des éléments de musique baroque. Ses solos sont « construits avec logique et sensibilité. »

## Discographie

### En tant que leader
- 2015 : Aria (Impulse!)
- 2018 : Moments Preserved (Impulse!)
- 2020 : Tea for Two, avec Kyle Athayde
- 2023 : Solo Game (Artwork Records)[18]
- 2025 : Southern Nights (Artwork Records)[19]

### En tant que sideman
Avec Theo Croker (en)
- 2007 : The Fundamentals (Left Sided Music)
- 2008 : In The Tradition (Arbors Records)
- 2011 : Afro Physicist (OKeh/DDB)

Avec Clyde Kerr Jr.
- 2009 : This Is Now

Avec Joan Belgrave
- 2009 : Excitable (Detroit jazz)

Avec Donald Harrison
- 2010 : Quantum Leaps (Fomp)

Avec Etienne Charles
- 2011 : Kaiso (Culture Shock)

Avec Arnold Lee
- 2011 : Arnold Lee Quartet (Leeandthem)

Avec Lauren Henderson
- 2011 : Lauren Henderson
- 2015 : A la Madrugada

Avec Truan Savage
- 2012 : Five Colors

Avec Justin Robinson
- 2013 : Alana's Fantasy (Criss Cross Jazz)

Avec Paul Jones
- 2015 : Short History (Blu Jazz)

Avec Aidan Carroll
- 2015 : Original Vision (Lyte Records)

Avec Oran Etkin
- 2015 : What's New? Reimaging Benny Goodman (Motéma)

Avec Cécile McLorin Salvant
- 2016 : Dreams and Daggers (en) (Mack Avenue)
- 2018 : The Window (Mack Avenue)
- 2022 : Ghost song (Nonesuch Records)

Avec Guilhem Flouzat
- 2017 : A Thing Called Joe (Sunnyside)

Avec Wayne Tucker
- 2017 : Wake Up and See The Sun (One Trick Dog Records)

Avec Bria Skonberg
- 2017 : With A Twist (Sony Music)

Avec Orlando Le Fleming & Romantic Funk
- 2017 : Orlando Le Fleming & Romantic Funk (OLF Records)

Avec Paul Simon
- 2018 : In the Blue Light (en) (Legacy)

Avec Jamison Ross
- 2018 : All For One (Concord Jazz)

Avec Lage Lund
- 2019 : Terrible Animals (Criss Cross Jazz)

Avec Antoine Drye
- 2024 : Retreat to Beauty (Oblation Vol.3 : Providence!)[20]

Avec Rufus Reid
- 2024 : It's The Nights I Like (Sunnyside Records)[21]